# 冻列乡
冻列乡，是中华人民共和国四川省阿坝藏族羌族自治州若尔盖县曾经下辖的一个乡。2019年12月，撤销冻列乡、热尔乡和崇尔乡，设立铁布镇，以原冻列乡、原热尔乡和原崇尔乡所属行政区域为铁布镇的行政区域。

## 行政区划
冻列乡撤銷前下辖以下地区：
冻列村、然多村、则隆村、共阿玛村、卡机岗村、石松村和达莫村。